# Gieczno
Gieczno – wieś w Polsce położona w województwie łódzkim, w powiecie zgierskim, w gminie Zgierz.
Przez Gieczno przebiega droga wojewódzka nr 702 łącząca Zgierz i Kutno.
Gieczno uzyskało lokację miejską przed 1543 rokiem, zdegradowane przed 1575 rokiem.
We wsi znajduje się drewniany kościół pw. Wszystkich Świętych i św. Jakuba z 1717 r. Wewnątrz ołtarz główny z 1720 r., cztery zabytkowe ołtarze boczne, ambona z 1670 r. i stalle z XVIII w.
Po II wojnie światowej siedziba gminy Rogóźno. W latach 1975–1998 miejscowość administracyjnie należała do ówczesnego województwa łódzkiego.

## Zabytki
Według rejestru zabytków Narodowego Instytutu Dziedzictwa na listę zabytków wpisane są obiekty:
- kościół pw. Wszystkich Świętych, drewniany, 1717, pocz. XX, nr rej.: A/487 z 1.08.1967,
- dzwonnica, drewniany, nr rej.: A/488 z 1.08.1967
- dwór, 2 poł. XIX, nr rej.: A/134 z 1975 (brak decyzji KOBiDZ)